# Campeonato Juvenil de la AFC 1972
El Campeonato Juvenil de la AFC 1972 se celebró del 14 al 30 de abril en Bangkok, Tailandia y contó con la participación de 17 selecciones juveniles de Asia.
Israel venció en la final a Corea del Sur para ganar el título por sexta ocasión.

## Participantes
| - Brunéi - Birmania - Hong Kong - India - Indonesia - Irán | - Israel - Japón - República Jemer - Laos - Malasia | - Nepal - Filipinas - Singapur - Corea del Sur - Taiwán - Tailandia (anfitrión) |

## Fase de grupos

### Grupo A
| País      | J | G | E | P | GF | GC | GD  | Pts |
| --------- | - | - | - | - | -- | -- | --- | --- |
| Israel    | 3 | 3 | 0 | 0 | 15 | 0  | +15 | 6   |
| Tailandia | 3 | 2 | 0 | 1 | 9  | 2  | +7  | 4   |
| India     | 3 | 1 | 0 | 2 | 8  | 11 | –3  | 2   |
| Nepal     | 3 | 0 | 0 | 3 | 0  | 19 | –19 | 0   |

| 14 abril | Tailandia | 5–0 | Nepal     |
| 16 abril | Israel    | 7–0 | India     |
| 19 abril | India     | 1-4 | Tailandia |
| 20 abril | Nepal     | 0–7 | Israel    |
| 22 abril | Tailandia | 0–1 | Israel    |
| 23 abril | Nepal     | 0–7 | India     |

### Grupo B
| País      | J | G | E | P | GF | GC | GD  | Pts |
| --------- | - | - | - | - | -- | -- | --- | --- |
| Japón     | 4 | 2 | 2 | 0 | 11 | 3  | +8  | 6   |
| Singapur  | 4 | 3 | 0 | 1 | 10 | 3  | +7  | 6   |
| Malasia   | 4 | 2 | 1 | 1 | 16 | 3  | +13 | 5   |
| Hong Kong | 4 | 1 | 1 | 2 | 15 | 7  | +8  | 3   |
| Brunéi    | 4 | 0 | 0 | 4 | 0  | 36 | –36 | 0   |

| 15 abril | Japón     | 3–0  | Singapur  |
|          | Malasia   | 11–0 | Brunéi    |
| 17 abril | Japón     | 1–1  | Malasia   |
|          | Hong Kong | 0–1  | Singapur  |
| 19 abril | Singapur  | 8–0  | Brunéi    |
|          | Hong Kong | 2–2  | Japón     |
| 21 abril | Singapur  | 1–0  | Malasia   |
|          | Hong Kong | 12–0 | Brunéi    |
| 23 abril | Brunéi    | 0-5  | Japón     |
|          | Malasia   | 4–1  | Hong Kong |

### Grupo C
| País            | J | G | E | P | GF | GC | GD  | Pts |
| --------------- | - | - | - | - | -- | -- | --- | --- |
| Birmania        | 3 | 3 | 0 | 0 | 12 | 0  | +12 | 6   |
| Indonesia       | 3 | 2 | 0 | 1 | 6  | 4  | +2  | 4   |
| Taiwán          | 3 | 0 | 1 | 2 | 1  | 7  | –6  | 1   |
| República Jemer | 3 | 0 | 1 | 2 | 0  | 8  | –8  | 1   |

| 16 abril | Birmania        | 5–0 | República Jemer |
|          | Indonesia       | 3–1 | Taiwán          |
| 19 abril | Taiwán          | 0–0 | República Jemer |
| 20 abril | Indonesia       | 0–3 | Birmania        |
| 22 abril | Birmania        | 4–0 | Taiwán          |
| 24 abril | República Jemer | 0-3 | Indonesia       |

### Grupo D
| País          | J | G | E | P | GF | GC | GD | Pts |
| ------------- | - | - | - | - | -- | -- | -- | --- |
| Corea del Sur | 3 | 2 | 1 | 0 | 5  | 1  | +4 | 5   |
| Irán          | 3 | 2 | 0 | 1 | 6  | 1  | +5 | 4   |
| Laos          | 3 | 1 | 1 | 1 | 4  | 4  | 0  | 3   |
| Filipinas     | 3 | 0 | 0 | 3 | 1  | 10 | –9 | 0   |

| 14 abril | Corea del Sur | 0–0 | Laos          |
| 15 abril | Filipinas     | 0-2 | Irán          |
| 17 abril | Irán          | 4–0 | Laos          |
| 19 abril | Laos          | 4–0 | Filipinas     |
| 21 abril | Irán          | 0–1 | Corea del Sur |
| 24 abril | Corea del Sur | 4–1 | Filipinas     |

## Fase final

### Cuartos de final
| Equipo 1  | Resultado | Equipo 2      |
| --------- | --------- | ------------- |
| Israel    | 3-0       | Singapur      |
| Japón     | 1-2       | Tailandia     |
| Birmania  | w.o.1     | Irán          |
| Indonesia | 1-2       | Corea del Sur |

1- El partido fue suspendido al minuto 50 cuando Birmania ganaba 2-1 hasta que el árbitro expulsó a 5 jugadores de Birmania, por lo que se le acreditó en triunfo a Irán.

### Semifinales
| Equipo 1  | Resultado | Equipo 2      |
| --------- | --------- | ------------- |
| Israel    | 1-0       | Irán          |
| Tailandia | 0-1       | Corea del Sur |

### Tercer lugar
| Equipo 1 | Resultado | Equipo 2  |
| -------- | --------- | --------- |
| Irán     | 3-0       | Tailandia |

### Final
| Equipo 1 | Resultado | Equipo 2      |
| -------- | --------- | ------------- |
| Israel   | 1-0       | Corea del Sur |

## Campeón
| Campeonato Juvenil de la AFC 1972 |
| --------------------------------- |
| Bandera de Israel                 |
| Israel 6º Título                  |